# 娜妲莉·高柏
娜塔莉·高柏 （Natalie Goldberg，1948年1月4日—）美國作家、演講家，以心靈寫作探索禪修的系列書籍最為知名。

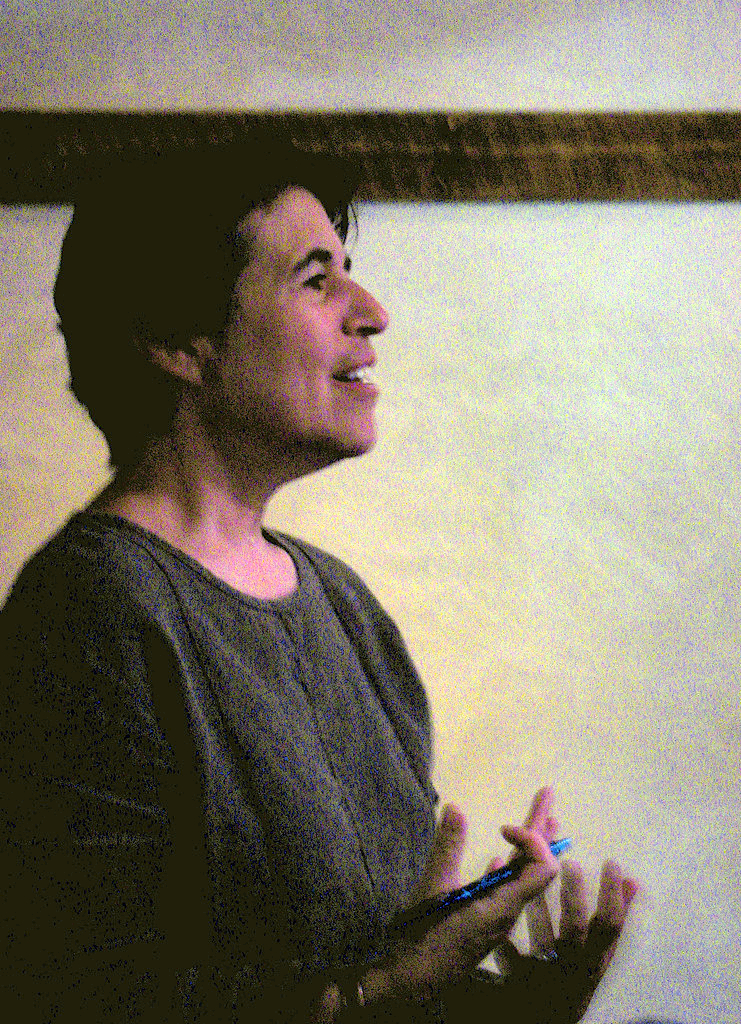
娜塔莉·高柏

## 生平
娜塔莉·高柏投身禪修長達三十年以上，他於1978至1984年於明尼亞波利斯的明尼蘇達禪學中心在片桐大忍（Dainin Katagiri Roshi）門下學禪。現正居住於新墨西哥州。

## 中文出版書籍
- 《狂野寫作：進入書寫的心靈荒原》(Wild Mind—Living The Writer's Life)，2007年，繁體中文版由心靈工坊出版，ISBN 978-986-757-496-1
- 《療癒寫作：啟動靈性的書寫祕密》(THE TRUE SECRET OF WRITING : Conencting Life with Language)，2014年，繁體中文版由心靈工坊出版，ISBN 978-986-357-005-9
- 《寫，在燦爛的春天》(The Great Spring: Writing, Zen, and This Zigzag Life)，2016年，繁體中文版由心靈工坊出版，ISBN 978-986-357-055-4
- 《心靈寫作：創造你的異想世界》(Writing Down The Bones: Freeing the Writer Within)，2016年，繁體中文版由心靈工坊出版，ISBN 978-986-357-052-3
- 《直到死亡貼近我》(Let the Whole Thundering World Come Home: A Memoir)，2019年，繁體中文版由心靈工坊出版，ISBN 978-986-357-143-8

## 外部連結
- Natalie Goldberg Official（页面存档备份，存于）